# Riu Síssola
El riu Síssola (rus: Сысола; Komi: Сыктыв) es troba principalment a la República de Komi, al nord-oest de Rússia, encara que les seves dues branques tenen les seves fonts a l'óblast de Kírov i l’òblast de Perm. Té 487 km de llarg, i té una conca de drenatge de 17.200 km². El Síssola és un afluent del Riu Vítxegda més gran, que es troba a Siktivkar.